# Gostirajni
Gostirajni (en macédonien Гостиражни) est un village du centre de la Macédoine du Nord, situé dans la municipalité de Dolneni. Le village comptait 108 habitants en 2002.

## Démographie
Lors du recensement de 2002, le village comptait :
- Albanais : 63
- Macédoniens : 45